# Abraham Wapler
Abraham Wapler est un acteur français, né le 24 avril 1997.
Il est connu pour son interprétation de Samm dans la deuxième saison de la série télévisée Andor (2025) et pour son rôle de Seb dans le film La Venue de l'avenir (2025) de Cédric Klapisch.

## Biographie
Abraham Wapler grandit au sein d'une famille d'artistes : sa mère, Valérie Benguigui, est actrice, et son père, Éric Wapler, comédien et restaurateur. Il a un frère aîné, César, et perd sa mère en septembre 2013 à l'âge de 16 ans. Après le baccalauréat, il intègre le Cours Florent à Paris puis l'Atelier Blanche Salant et Paul Weaver pour se former au métier d'acteur,.

### Carrière
Après plusieurs petits rôles, notamment dans les films OSS 117 : Alerte rouge en Afrique noire (2021) ou encore Les Choses humaines (2021), il tient un des rôles principaux dans le film de Cédric Klapisch, La Venue de l'avenir (2025).

## Filmographie

### Cinéma
- 2012 : Radiostars de Romain Levy : un enfant du village
- 2018 : Interrail de Carmen Alessandrin : Paul
- 2021 : OSS 117 : Alerte rouge en Afrique noire de Nicolas Bedos : un jeune
- 2021 : Les Choses humaines d'Yvan Attal : un autre ami
- 2025 : La Venue de l'avenir de Cédric Klapisch : Seb / Claude Monet jeune

### Télévision

#### Séries télévisées
- 2021 : Les Invisibles d'Olivier Norek, Christian Mouchart et Patrick Tringale : Tom (saison 1, épisode 5)
- 2022 : ReuSSS de Jérôme Larcher et Catherine Regula : César
- 2022 : Lycée Toulouse-Lautrec de Fanny Riedberger : Jules Feuillate (saison 1)
- 2022 : Salade grecque de Cédric Klapisch : Xavier (saison 1, épisode 5)
- 2023 : Caro Nostra de Jean-Pierre Pascaud et El Diablo : Vadim Vigan
- 2023 : Jeune et Golri d'Agnès Hurstel, Victor Saint Macary et Léa Domenach : Jacob (saison 2)
- 2024 : Fleur Bleue d'Enya Baroux et Martin Darondeau : le bro' (saison 1, épisode 6)
- 2025 : Andor de Tony Gilroy : Samm (saison 2, épisodes 4-5-6)
- 2025 : Young Millionaires de Igor Gotesman : David